# Machine Head (gruppo musicale)
I Machine Head sono un gruppo musicale groove metal statunitense, formatosi ad Oakland nel 1992.
Dopo un acclamato esordio nella scena groove metal con l'album Burn My Eyes, il gruppo ha temporaneamente cambiato stile nel terzo album The Burning Red, del 1999, avvicinandosi all'allora più popolare nu metal.
Ritornano alle sonorità delle prime produzioni nel 2003 con il quinto album Through the Ashes of Empires. Nel 2007 pubblicano il sesto album The Blackening, che con il singolo Aesthetics of Hate regala al gruppo la loro prima candidatura ai Grammy Award. Il successo dell'album è superato dal successivo Unto the Locust, che raggiunge la 22ª posizione della Billboard 200.
Per la loro aggressività e le numerose influenze sono considerati tra i pionieri della new wave of American heavy metal. Nel 2024 si sono piazzati alla 24ª posizione della lista dei migliori gruppi heavy metal della storia stilata da Forbes.

## Storia

### Gli inizi (1992-1996)

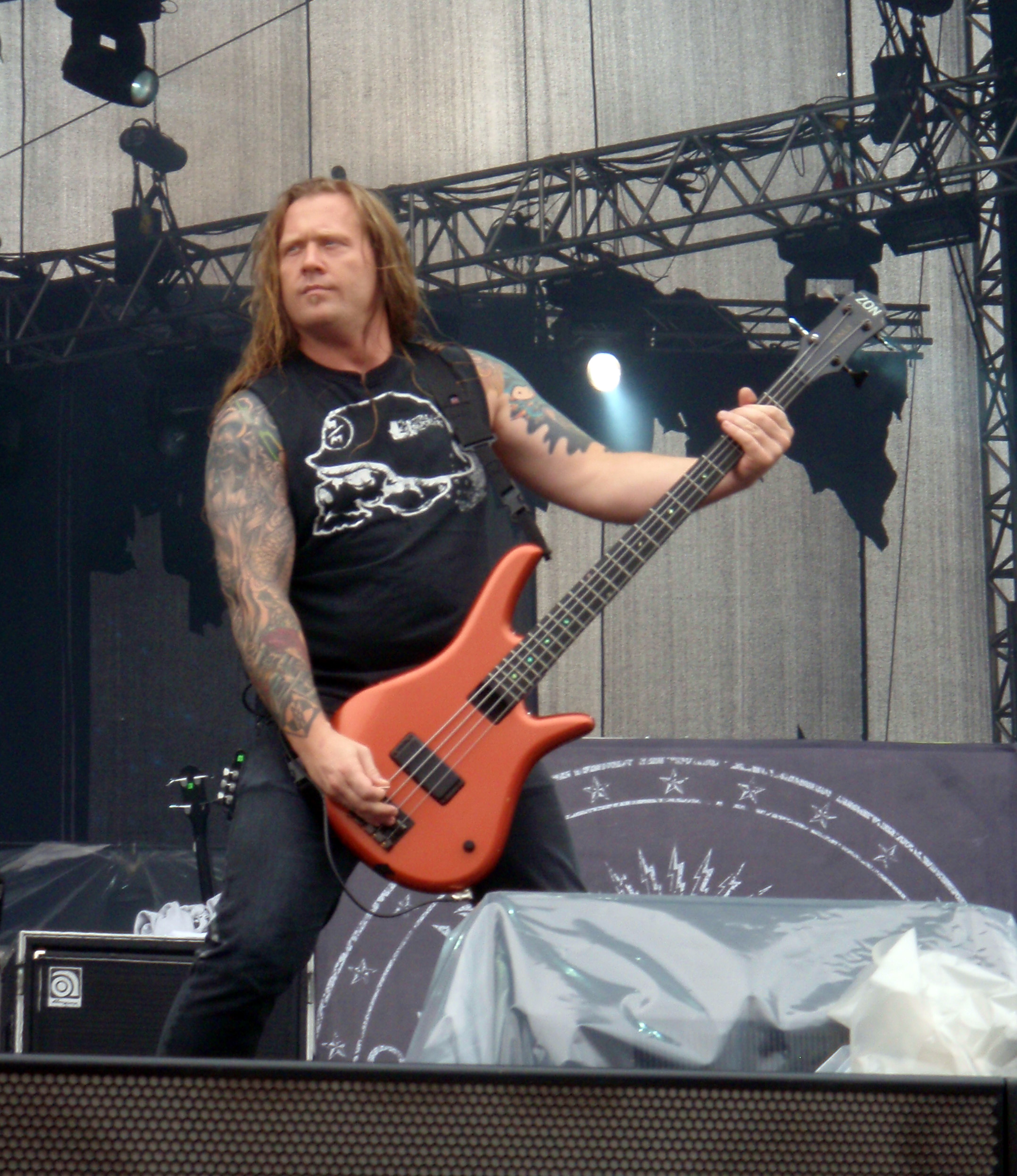
Adam Duce con la band al Sonisphere Festival.

Il gruppo fu fondato dal cantante e chitarrista Robb Flynn, ex membro di Forbidden e Vio-lence, e dal bassista Adam Duce.
Lo stesso bassista ha dichiarato ad un'intervista che il nome della band non è stato preso dall'omonimo album dei Deep Purple del 1972, bensì, dato che nessun membro del gruppo è un fan della band inglese, sarebbe stato pensato tempo prima dal cantante Robb Flynn perché a suo parere suonava "cool".
L'assetto stabile giunse con il batterista Tony Costanza (Crowbar), poi sostituito l'anno successivo da Chris Kontos, e il chitarrista Logan Mader.
La band suonò il suo primo concerto nell'agosto del 1992 ad una festa ad Oakland e poco dopo decise di iniziare a suonare in un deposito locale condiviso con altre quattro band punk. La band decise così di creare un demo che fu registrato nella camera di un loro amico e distribuito per un costo totale di 800 dollari.
Un dirigente della Roadrunner Records, molto colpito dal loro lavoro, decise di proporre un contratto al gruppo che accettò subito.
Anche se la band in quel momento non aveva ancora pubblicato album, partirono per un tour negli Stati Uniti con Napalm Death ed Obituary.
Subito dopo la firma i Machine Head entrarono in studio per la registrazione del loro album d'esordio ai Fantasy Studios a Berkeley in California sotto la guida del produttore Colin Richardson.
Il loro primo disco, intitolato Burn My Eyes, uscì per la Roadrunner Records il 9 agosto 1994.
L'album ebbe subito un grande successo con quasi 400 000 copie vendute in tutto il mondo. Ma le sonorità presenti enucleano piuttosto i caratteri nu metal provenienti dai Pantera (del cui chitarrista Dimebag Darrel il cantante Flynn è un grande ammiratore; a lui ha dedicato la canzone Aesthetics of Hate contenuta nell'album The Blackening e di lui possiede una preziosissima chitarra). I caratteri del nu metal vengono alla luce nettamente per le sonorità alternate, il low tuning estremo e i testi nettamente orientati alla riflessione di temi sociali e personali (la droga, la morte, la religione, la propaganda mediatica tesa ad asserire le masse).
Il video del primo singolo, Davidian, venne però bandito da MTV perché all'interno del suo testo vi era scritto "Let freedom ring/with a shotgun blast" ("Lasciate che la libertà risuoni con un colpo di fucile").
Questo disco lasciò esterrefatto Kerry King, il quale decise, nel 1995, di convocare la giovane band per il Divine Intourvention degli Slayer, a cui parteciparono anche i Biohazard.
Nel maggio 1995, i Machine Head con a supporto i Mary Beats Jane ed i Meshuggah, fecero un tour in tutta Europa culminato poi al Dynamo Open Air nei Paesi Bassi.
Nel complesso, la band ha così trascorso ben 17 mesi di fila in tour.
Nello stesso anno Chris Kontos lasciò il gruppo e si aggregò ai Testament, venendo prontamente sostituito da Dave McClain, proveniente dai Sacred Reich.

### The More Things Change...(1997-1998)

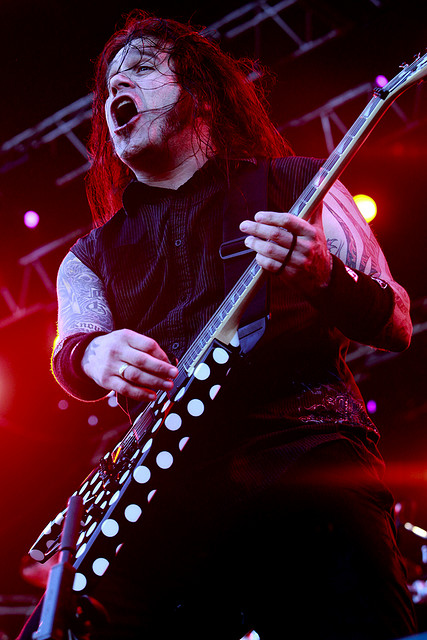
Phil Demmel in concerto con i Machine Head.

Nell'estate del 1996 la band iniziò le registrazioni del loro secondo album, diretta ancora da Colin Richardson, che aveva già prodotto l'album di debutto.
Nel marzo 1997 la band pubblicò il suo secondo lavoro: The More Things Change....
Originariamente il disco doveva essere pubblicato in autunno del '96, ma una serie di circostanze sfortunate causarono un ritardo. Furono infatti prima rubati gli strumenti della band e poi un incidente d'auto fermò Dave McClain per ben un mese.
Più lento del loro primo lavoro, questo disco rappresenterà anche la rottura tra Logan Mader e i soci per divergenze musicali e per abusi di alcool e sostanze stupefacenti.
Il disco venne accolto dai fans in maniera abbastanza fredda sia a causa della troppa lunghezza e monotonia dei pezzi sia per il parziale allontanamento dalle sonorità thrash che avevano caratterizzato il gruppo sin dagli inizi.
L'album riuscì comunque a superare le vendite del precedente lavoro raggiungendo la posizione numero 138 nella classifica Billboard 200.
Nei successivi tour mondiali suonarono più di 200 concerti condividendo il palco con gruppi come Megadeth, Pantera, o Skinlab prendendo anche parte al loro primo Ozzfest.
Dopo questo disco, nel 1998, Logan Mader se ne andò per forti litigi con Flynn e fu sostituito da Ahrue Luster.

### La svolta stilistica (1998-2002)
Nel marzo del 1998 la band tornò in studio per registrare il loro nuovo lavoro, sotto la direzione del produttore Ross Robinson.
Dopo un lungo processo di creazione e registrazione durato vari mesi, il 10 agosto 1999 viene ufficialmente pubblicato The Burning Red.
A differenza dei due precedenti, il disco si distingue per l'incorporazione di elementi ritenuti generalmente propri del nu metal, come l'assenza di assoli chitarristici, la presenza di ritmi sincopati/aggressivi e parti rappate nei testi, specie in Desire To Fire e From This Day.
La sua tracklist contiene anche Devil With The King's Card, incentrata sui litigi tra la band e Mader, Five o la title track che trattano invece i problemi dell'infanzia e dell'adozione di Flynn, e la cover dei Police Message In A Bottle.
Malgrado le forti critiche, soprattutto da parte dei fan, per la sua temporanea svolta stilistica, The Burning Red ha comunque raggiunto la posizione numero 88 nella classifica Billboard 200 vendendo tra il 1999 e il 2002 quanto Burn My Eyes dal 1994 ad oggi.
Ancora una volta la band iniziò un nuovo tour suonando anche per la prima volta in Corea del Sud ed in Giappone ma già nel settembre del 2000 rientrarono in studio per le registrazioni di un nuovo album ancora insieme al produttore Colin Richardson.
Il 2 ottobre 2001 i Machine Head pubblicarono Supercharger, album dalle sonorità strettamente legate al nu metal e molto simili a quelle del lavoro precedente.
Anche se molto simile a The Burning Red, l'album non incontrò la stessa fortuna commerciale fermandosi a solo 250 000 copie vendute.
Le critiche arrivarono molto presto sia da parte dei fan che speravano in un ritorno al thrash metal che dai critici.
All'insuccesso si aggiunse anche la censura del video di Crashing Around You, che mostrava palazzi crollanti e che fu girato in un periodo molto delicato per gli Stati Uniti d'America, cioè poco prima dell'attentato al World Trade Center, dell'11 settembre di quell'anno.
Nel 2002 la band ruppe il contratto con la Roadrunner rischiando così anche lo scioglimento per mancanza di fondi.
Poco dopo venne cacciato il chitarrista Ahrue Luster per incompatibilità professionali.
Luster entrò negli Ill Niño e fu sostituito da Phil Demmel, già compagno di band di Flynn nei Vio-lence.
Flynn, dopo una lunga terapia a causa dei suoi problemi con alcool e droga, fu molto vicino all'abbandono della band per entrare a far parte dei Drowning Pool come cantante.
Questo progetto fu comunque abbandonato e Flynn decise di restare con il gruppo.

### Il rilancio (2003-2006)

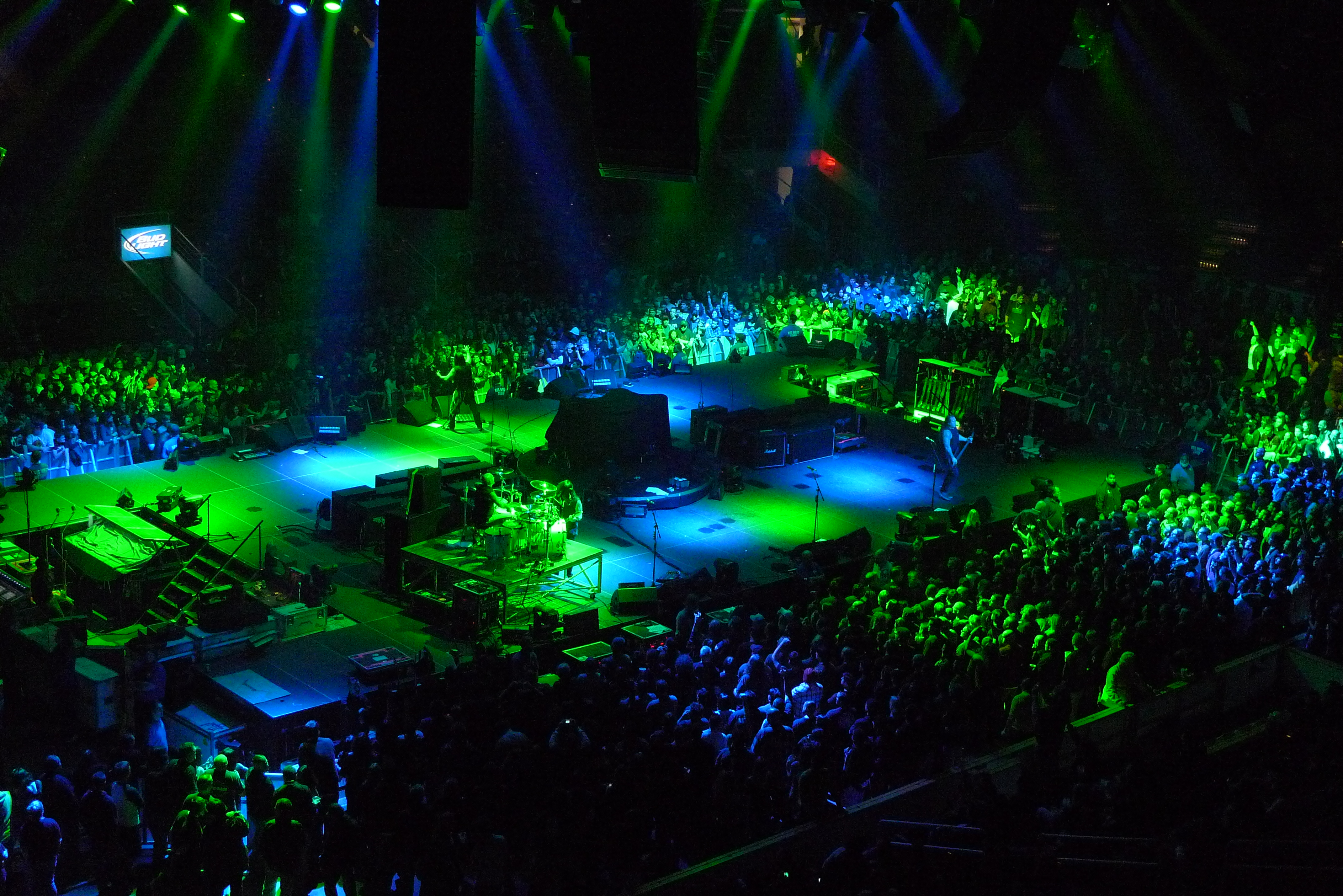
I Machine Head dal vivo nel 2009.

Nel tour di supporto all'album Supercharger le prestazioni alla Brixton Academy a Londra e al With Full Force Gestival in Germania, dove il gruppo aveva suonato davanti ad oltre 5.000 spettatori, vennero registrate e, nel 2003, divennero il loro primo album dal vivo: Hellalive che includeva anche diversi brani con Demmel alla chitarra.
Poco prima dell'uscita dell'album i Machine Head firmarono di nuovo con la Roadrunner per la distribuzione del disco.
Dopo il tour europeo la band ricominciò a scrivere dei nuovi pezzi insieme a Demmel e nel marzo del 2003 il chitarrista statunitense divenne ufficialmente membro a tempo pieno dei Machine Head.
Nell'autunno dello stesso anno, sotto la guida di Andy Sneap, incisero in Europa Through the Ashes of Empires pubblicato poi il 31 ottobre 2003.
All'inizio del 2004 il gruppo decise di firmare di nuovo con la Roadrunner che rieditò negli Stati Uniti d'America il disco con l'aggiunta di un'ulteriore traccia: Seasons Wither.
Lanciato dal singolo Imperium ed entrato al numero 88 nella classifica di Billboard 200, Through the Ashes of Empires abbandona il nu metal per riabbracciare la sonorità che più caratterizzarono gli esordi.
La cosa fu notevolmente apprezzata dai fan e, grazie anche al buon successo ottenuto, l'uscita dell'album fu seguita da due tour europei e tre nordamericani.
Durante queste lunghe tournée il gruppo suonò anche al Rock Am Ring e al Download Festival dove venne scelto dagli spettatori come la miglior band del festival.
L'anno successivo, parteciparono al festival Wacken Open Air, a cui hanno assistito ben 40.000 fan del gruppo.
L'11 ottobre 2005 è stato pubblicato il DVD Elegies: contiene parte della biografia del quartetto di Oakland (con riferimenti all'abbandono di Ahrue Luster e alle critiche mosse alla band per i cambiamenti di stile tra il 1999 ed il 2001), il video del loro concerto alla Brixton Academy di Londra e i videoclip di The Blood, The Sweat, The Tears, Imperium e Days Turn Blue To Gray.
L'11 ottobre 2005, la Roadrunner Records ha deciso di pubblicare Roadrunner United: The All-Star Sessions, per festeggiare i 25 anni di attività dell'etichetta.
Quattro delle canzoni contenute in questa raccolta sono state scritte da Robb Flynn, con la collaborazione di Phil Demmel e Dave McClain.
Oltre a Flynn parteciparono alla scrittura degli altri brani artisti come l'ex Fear Factory Dino Cazares, Matt Heafy dei Trivium e Joey Jordison degli Slipknot affidando poi esecuzione e registrazione ad altri artisti quali i Misfits, i 36 Crazyfists, i Sepultura, i Demon Hunter, i Soulfly, gli Slipknot, i Cradle of Filth, i Type O Negative e gli Ill Niño.

### The Blackening(2007-2010)

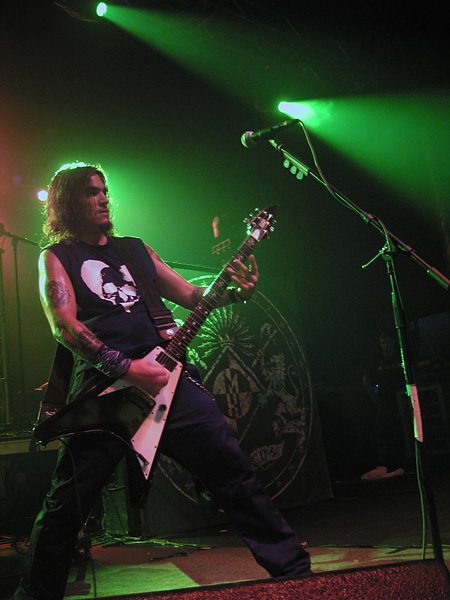
Robb Flynn in concerto con i Machine Head.

Il 27 marzo 2007, il gruppo ha pubblicato in Nord America il suo sesto album in studio intitolato The Blackening, che vede un evidente ritorno alle sonorità del disco d'esordio Burn My Eyes con forti riferimenti al thrash metal anni ottanta.
L'album ha ricevuto recensioni molto positive da parte della critica musicale, arrivando ad essere considerato come il miglior album metal del 2007.
Don Kaye in una sua recensione sul sito Blabbermouth.com ha dato all'album come voto un 9,5 su 10, dicendo anche: 
(Don Kaye)
Thom Jurek di AllMusic ha descritto l'album come uno dei loro migliori lavori in assoluto lodando anche le canzoni Beautiful Mourning, Halo e Now I Lay Thee Down.
Andy Greene recensore di Rolling Stone, tuttavia, ha dato un parere negativo, a causa dell'eccessiva lunghezza dei brani che in alcuni casi superavano i dieci minuti.
Moltissimi hanno anche definito The Blackening come il miglior lavoro del gruppo e di conseguenza superiore anche all'acclamato Burn My Eyes.
La band ha anche eseguito la reinterpretazione di Battery dei Metallica, inserita nella lista tracce di Kerrang! Remastered - Master of Puppets, tribute album della rivista musicale Kerrang!, e nell'edizione speciale dell'album The Blackening.
Il 12 giugno 2007, ai Metal Hammer Golden Gods Awards, la band ha vinto il premio per il "Best Album", e Flynn ha vinto il premio "Golden God".
Sul finire dell'anno, il 6 dicembre, durante una tappa della Black Crusade a Milano, poco prima della fine dello show, il loro spettacolo viene interrotto da un malore occorso al chitarrista Phil Demmel. (video del momento in cui Phil Demmel sviene durante il concerto).
Il 18 novembre 2008 hanno suonato al Palasharp di Milano insieme ai Children of Bodom, come spalla degli Slipknot nel loro tour europeo.
La band ha registrato una reinterpretazione degli Iron Maiden Hallowed Be Thy Name inserita poi nella compilation tributo intitolata Maiden Heaven: A Tribute to Iron Maiden.
Il 10 agosto 2008 è stato annunciato che i Machine Head sarebbero stati la band di apertura di dieci spettacoli nel mese di gennaio 2009 del World Magnetic Tour dei Metallica.
In memoria dell'ex manager dei Vio-Lence Debbie Abono e del cantante Ronnie James Dio, Robb Flynn ha scritto e registrato la reinterpretazione di Die Young dei Black Sabbath.
Abono era stato infatti il manager di Flynn e Phil Demmel quando militavano nelle file dei Vio-Lence.

### Unto the Locust(2010-2012)
Dopo un'intervista a Phil Demmel, che aveva dichiarato l'impossibilità della band di scrivere un nuovo album fino alla fine del 2010 a causa dei numerosi impegni legati a concerti e tournée, la band annunciò l'uscita del loro settimo album in studio per il 27 settembre 2011.
Il titolo dell'album è Unto the Locust ed è stato pubblicato per l'etichetta Roadrunner Records.
Il 14 giugno è stato pubblicato Locust, il primo singolo estratto dal nuovo disco.
L'album si presenta come una continuazione del precedente lavoro trovando un ottimo riscontro anche nelle vendite raggiungendo la posizione 22 nella classifica Billboard 200, il miglior risultato mai ottenuto dalla band.

### Bloodstones & DiamondseCatharsis, anniversario diBurn My Eyes(2013-2021)
Nel 2013 il bassista Adam Duce è stato allontanato dalla band ed è stato rimpiazzato da Jared MacEachern.
In seguito al suo allontanamento, Duce ha intrapreso un'azione legale contro la band.
Il 7 novembre 2014 è uscito l'album Bloodstone & Diamonds, anticipato dai singoli "Killers & Kings" e "Now We Die". Il disco è il primo uscito con la nuova etichetta Metal Blade. Il 1º giugno 2016 la band pubblica un singolo inedito (non compreso su nessun album) intitolato "Is There Anybody Out There?", mentre a gennaio 2018 esce il nono album Catharsis, seguito da un lungo tour mondiale. Alla fine del 2018 si separano dalla band anche il chitarrista Phil Demmel e il batterista Dave McClain.
Il 25 marzo 2019 la band annuncia con un video sulla propria pagina Facebook la reunion della formazione originale (ad eccezione del bassista Adam Duce): Logan Mader (chitarra) e Chris Kontos (batteria) rientrano nella band, e con Flynn inizieranno un tour mondiale in occasione dei venticinque anni dell'uscita del primo album Burn My Eyes, durante il quale quest'ultimo verrà eseguito per intero. Successivamente vengono rivelati altri dettagli ed emerge che la reunion sussiterà unicamente per il tour celebrativo, in quanto le date annunciate saranno divise in due parti: una prima parte con i già citati Mader e Kontos - durante la quale verrà eseguito l'album Burn My Eyes integralmente - e una seconda parte con una rinnovata formazione che comprende, oltre a Flynn e MacEachern, il batterista Matt Alston (già batterista di Devilment, Eastern Front e Sanctorum) e il chitarrista Wacław "Vogg" Kiełtyka (membro di Decapitated e Lux Occulta), che vedrà l'esecuzione di altri classici della band. Successivamente, a causa della pandemia di COVID-19 il gruppo entra in pausa, e Robert Flynn si dedica a esibizioni in livestreaming e alla stesura del prossimo album del gruppo.

### Of Kingdom and Crown(2022-2023)
Il 12 aprile 2022 la band annuncia il suo decimo album in studio, un concept album intitolato Of Kingdom and Crown. L'album è stato registrato con la formazione coinvolta nella seconda parte dell'ultimo tour tenutosi nel 2019. Dopo un tour internazionale in promozione del nuovo album durato sino all'inverno 2023, il chitarrista Wacław "Vogg" Kiełtyka dichiara di aver concluso la sua collaborazione con i Machine Head.

### Unatoned(2024-presente)
Il 15 novembre 2024 il gruppo annuncia l'uscita del singolo inedito These Scars Won't Define Us, con la collaborazione di In Flames, Lacuna Coil e Unearth, gruppi che accompagneranno i Machine Head nel loro tour nordamericano che avrà inizio nella primavera 2025. Il singolo anticipa l'undicesimo album in studio del gruppo, intitolato Unatoned e atteso per la primavera 2025. Un secondo singolo, Unbound, viene pubblicato il 18 febbraio 2025 unitamente all'annuncio della lista tracce e della data ufficiale di uscita del nuovo album, fissata per il 25 aprile 2025.

## Stile e influenze

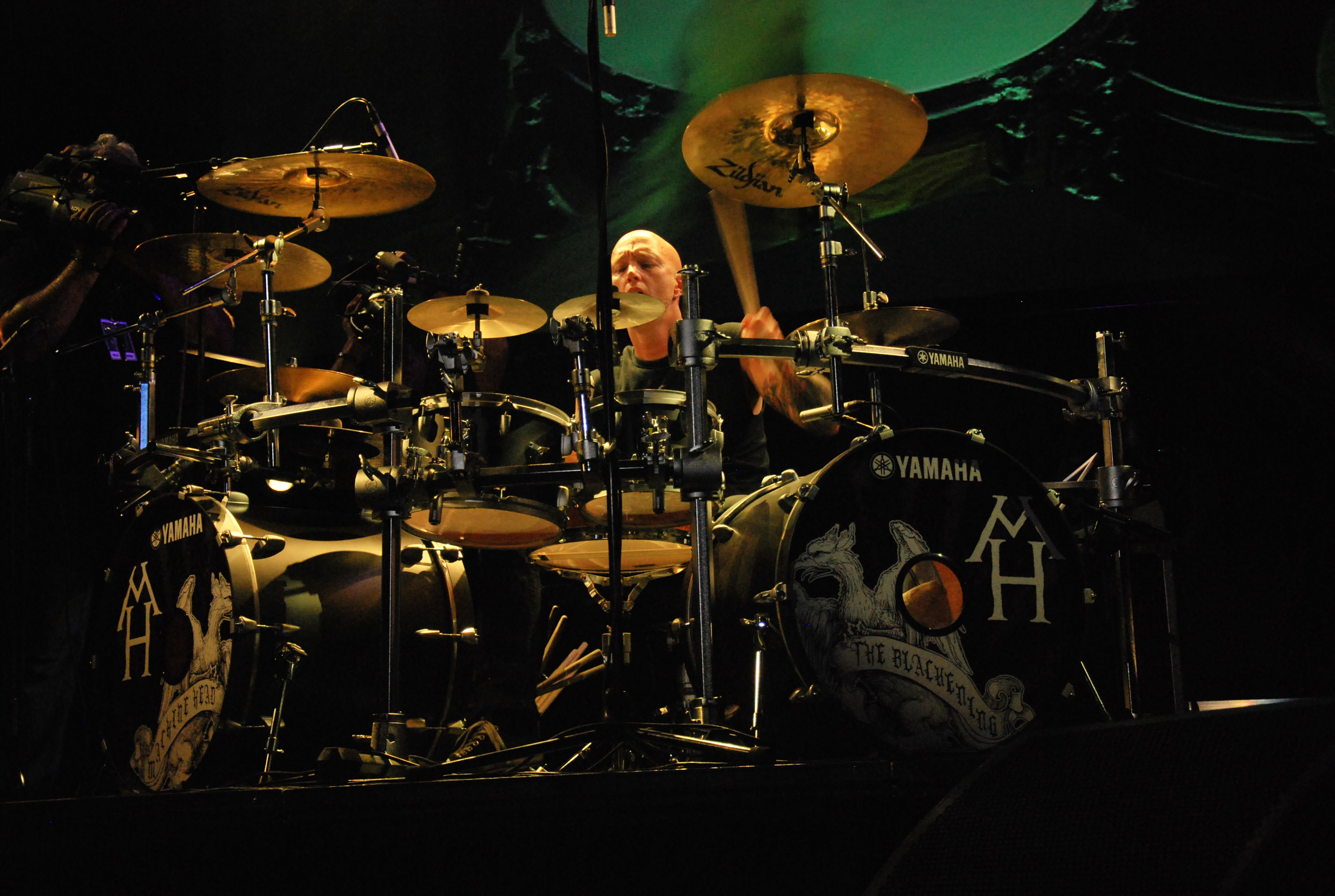
Dave McClain con i Machine Head.

I Machine Head col passare degli anni hanno avuto un grosso sviluppo musicale e quindi è molto complesso etichettarli con un genere specifico.
In generale, sono stati considerati soprattutto come una band thrash metal.
A riprova di questo vi è ad esempio la visibile l'influenza di numerosi gruppi thrash della Bay Area anni 1980 (Slayer, Metallica, Exodus o Testament), le loro radici (in particolare l'adesione di Flynn in band come Forbidden o Vio-lence) e gli aspetti musicali come i riff molto veloci o lo stile vocale.
Inoltre sono anche considerati, insieme a Pantera e Fear Factory, come i precursori e fondatori del groove metal.
Intorno al 1999 il gruppo ha cambiato stile svoltando verso un genere allora più commerciale, ovvero il nu metal, con gli album The Burning Red e Supercharger.
Dall'album Through the Ashes of Empires il gruppo è ritornato a sonorità più marcatamente thrash/groove.
La classificazione in un sottogenere particolare, tuttavia, anche per i membri della band ha un ruolo molto marginale.
Il batterista Dave McClain ha detto, durante la registrazione di The Blackening, sul sito ufficiale della band:

## Ostilità con altri artisti
Negli anni i Machine Head, a causa soprattutto del loro cambio di stile nei primi anni 2000, hanno attirato varie critiche sia da parte dei fan che da parte di altre band.
Lo scontro più noto è quello avvenuto tra Kerry King e Robb Flynn. La lite iniziò a metà degli anni novanta, durante il periodo del loro esordio. Kerry ammirò molto il loro primo disco, Burn My Eyes, e li invitò a partecipare nelle tournée degli Slayer.
Col tempo, però, i rapporti si deteriorarono. Flynn disse che King li aveva pesantemente insultati dopo la loro svolta nu metal e non sopportò tale dichiarazione.
Dopo l'uscita dell'album Supercharger (2001), King definì Flynn e la sua band come dei "venduti" sostenendo anche che "Loro sono i responsabili del rap metal", che "Loro si presero gioco di me credendo di essere metal" e che "Loro non hanno nessuna coerenza".
Flynn, che considerava Kerry un suo idolo, dichiarò questo in un'intervista riportata dal sito della Roadrunner Records:
(Robb Flynn)
Dopo anni di astio, al "Metal Hammer Award" del 2008, King e Flynn si sono chiariti e hanno messo da parte le ostilità.

## Formazione
Attuale
- Robb Flynn - voce, chitarra (1992-presente)
- Reece Scruggs - chitarra, voce secondaria (2022-presente)
- Jared MacEachern - basso, cori (2013-presente)
- Matt Alston - batteria (2018-presente)

Ex componenti
- Wacław "Vogg" Kiełtyka - chitarra (2018-2023)
- Chris Kontos - batteria (1993-1995, 2019)
- Logan Mader - chitarra (1992-1998, 2019)
- Dave McClain - batteria (1995-2018)
- Phil Demmel - chitarra (2002-2018)
- Adam Duce - basso e cori (1992-2013)
- Ahrue Luster - chitarra (1998-2002)
- Tony Costanza - batteria (1992-1993)

Turnisti
- Walter Ryan - batteria (1995)
- Will Carroll - batteria (1995)

## Discografia

### Album in studio
- 1994 - Burn My Eyes
- 1997 - The More Things Change...
- 1999 - The Burning Red
- 2001 - Supercharger
- 2004 - Through the Ashes of Empires
- 2007 - The Blackening
- 2011 - Unto the Locust
- 2014 - Bloodstone & Diamonds
- 2018 - Catharsis
- 2022 - Of Kingdom and Crown
- 2025 - Unatoned

### Album dal vivo
- 2002 - Hellalive
- 2012 - Machine Fucking Head Live
- 2019 - Live at Dynamo Open Air 1997